# Yū Dōan
Yū Dōan (堂安 憂 Yū Dōan?, Hyogo, 14 de diciembre de 1995) es un exfutbolista japonés que jugaba como centrocampista.

## Trayectoria

### Clubes
| Club                  | País  | Año       |
| --------------------- | ----- | --------- |
| A. C. Nagano Parceiro | Japón | 2018-2019 |
| Ococias Kyoto         | Japón | 2020      |